# Lonchophyllinae
Lonchophyllinae é uma subfamília de morcegos da família Phyllostomidae, com 5 gêneros e 20 espécies . Os membros dessa subfamília ocorrem nas regiões tropicais da América do Sul, mas três espécies atingem a América Central até a Nicaragua . As espécies da subfamília são nectarívoras, mas podem consumir outros recursos como insetos e frutos.

## Taxonomia e Evolução
Filogenias moleculares e análises da morfologia da língua revelaram a existência de duas grandas irradiações de morcegos necatívoros em Phyllostomidae, correspondendo às subfamílias Glossophaginae e Lonchophyllinae. A subfamília Lonchophyllinae foi descrita como um grupo à parte de Glossophaginae com base principalmente na estrutura da lingua e do osso hioide. 
Um estudo filogenético utilizando métodos bayesianos sugere que o fóssil colombiano de La Venta, Palynephyllum, seria um Lonchophyllinae

## Classificação
- Tribo Hsunycterini Parlos, Timm, Swier, Zeballos e Baker 2014
  - Hsunycteris Parlos, Timm, Swier, Zeballos e Baker 2014
- Tribo Lonchophyllini Griffiths, 1982
  - Lionycteris Thomas, 1913
  - Lonchophylla Thomas, 1903
  - Platalina Thomas, 1928
  - Xeronycteris Gregorin e Ditchfield, 2005